# SimCity BuildIt
SimCity BuildIt – symulator tworzenia miasta wydana na systemy Android i iOS stworzona przez studio Electronic Arts. Gra oficjalnie została wydana 16 grudnia 2014 roku. Gra posiada tryb wieloosobowy, a gdy gracz nie ma dostępu do sieci, gra obecnie offline, a jeżeli połączy się z siecią postęp zostanie zapisany na serwerze.

## Rozgrywka
Gracz wciela się w burmistrza miasta, którego celem jest rozbudowa miasta. Na początku dostajemy 25 000 Simoleonów i 50 SimCash, które możemy wydać na budowę fabryk, specjalnych budynków i komercyjnych budowli. W tej części budowa rezydencji jest dostępna wtedy, gdy ulepszymy ostatnią rezydencję i jest darmowa. Do ulepszenia rezydencji potrzebujemy surowce, które wyprodukujemy w fabrykach i budynkach komercyjnych. Za ulepszenie domu dostajemy pieniądze, doświadczenie i wzrasta nam populacja naszego miasta. W grze istnieją także potrzeby mieszkańców Simów. Podstawowymi jest zapotrzebowanie na energię i wodę, gdzie wykupimy w budowlach specjalnych. Na następnych poziomach zapotrzebowanie Simów wzrośnie (np. na straż pożarną, policję). Zaspokajając potrzeby mieszkańców wzrasta nam zadowolenie co przekłada się na więcej pieniędzy.